# Diomede Guidalotti
Pour les articles homonymes, voir Guidalotti.
 (mars 2022).
Diomede Guidalotti est un philologue et humaniste italien de la Renaissance.

## Biographie
Né à Bologne vers 1480, Diomede Guidalotti fait ses études à l’université de cette ville, et y est reçu docteur en philosophie. Il enseigne ensuite la langue grecque, obtient une chaire de rhétorique et meurt vers 1505.

## Œuvres
- Il tirocinio delle cose volgari, Bologne, 1504, in-4°, rare. On trouve dans ce recueil des sonnets, chansons, sestines, capitoli, et une espèce de pièces nommées strambotti et rispetti, qui sont dans la poésie italienne ce que sont les fantaisies en musique. Ce genre, qui a eu beaucoup de partisans dans le XVIe siècle, n’en conserve plus depuis longtemps. Dans la Scelta di sonetti e canzoni de più eccellenti rimatori d’ogni secolo, Venise, 1739, on voit deux sonnets de Guidalotti, comparables aux meilleurs qui aient été publiés de son temps.
- Commentaria in Eclogas Calpurnii et Nemesiani, Bologne, 1504, in-fol. ; réimprimé avec les notes de Gerard Kempher sur Calpurnius dans les Poetæ latini rei venaticæ scriptores, Leyde, 1728, in-4°.